# Adobe Lightroom
Adobe Photoshop Lightroom, a partir de 2017 llamado Lightroom Classic es un  programa de fotografía digital desarrollado por Adobe Systems para Mac OS X y Microsoft Windows, diseñado para ayudar a fotógrafos profesionales y aficionados en el tratamiento de imágenes digitales y trabajos de posproducción. 	
No se trata de un navegador de archivos como Adobe Bridge, sino más bien de una organización de imágenes la cual ayuda a visualizar, editar y gestionar fotos digitales (incluidas las copias de seguridad en DVD). La denominación más exacta sería el ser una herramienta de flujo de trabajo. El flujo de trabajo en fotografía o workflow es un método de trabajo definido, ordenado y eficaz que permite abordar todas las tareas de la producción fotográfica, desde la importación de las imágenes desde la cámara hasta la obtención del producto final, ya sea una impresión en papel, publicación web u obtención de un libro de fotografías. Las diferentes fases del flujo son cubiertos desde los distintos módulos con los que cuenta.

## Historia
En el año 2002, el veterano desarrollador de Photoshop Mark Hamburg comenzó un nuevo proyecto, llamado 'Shadowland'. Hamburg contactó con Andrei Herasimchuk, diseñador de interfaz ex para Adobe Creative Suite, para despegar el proyecto. El nuevo proyecto fue un alejamiento deliberado de muchas de las convenciones establecidas de Adobe. El 40% de Photoshop Lightroom está escrito usando el lenguaje de scripting Lua. Después de varios años de investigación por Hamburg, Herasimchuk, Sandy Alves, el diseñador de interfaz antigua en el equipo de Photoshop y Grace Kim, un investigador de productos de Adobe, el proyecto de Shadowland obtuvo momentum alrededor de 2004. Herasimchuk decidió salir de Adobe Systems en ese momento para iniciar una empresa de diseño en el "valle", y a continuación, Hamburg eligió a Phil Clevenger, un excolaborador de Kai Krause, para crear una nueva imagen para la aplicación.
El talento de ingeniería de Photoshop Lightroom (LR) se basa en gran medida en Minnesota, compuesto por el equipo que ya había creado la aplicación de Adobe ImageReady. Troy Galia, Galia Melissa y el resto de su equipo (supuestamente conocidos como el 'Minnesota Phats'), junto con Hamburg, desarrollaron la arquitectura de la aplicación. George Jardine, un fotógrafo experto y anterior evangelista de Adobe, completan el equipo de primeros, ocupando el papel de mánager de producto.

## Desarrollo Beta
El 9 de enero de 2006, una versión previa de Photoshop Lightroom, anteriormente llamado Lightroom, salió al público como una beta pública solo-Macintosh, en el sitio web de Adobe Labs. Éste fue el primer producto de Adobe lanzado al público en general para comentarios durante su desarrollo. Este método se utilizó posteriormente en el desarrollo de Adobe Photoshop CS3.
El 26 de junio de 2006, Adobe anunció que había adquirido los activos tecnológicos de Pixmantec, los desarrolladores del software de procesamiento de imagen RawShooter.
Otros lanzamientos beta siguieron. Algunos lanzamientos notables incluyen la Beta 3 el 18 de julio de 2006, que añadió soporte para sistemas Microsoft Windows. El 25 de septiembre de 2006, la Beta 4 fue lanzada, que vio el programa combinado en la gama de productos Photoshop, seguido de una actualización menor el 19 de octubre, que fue lanzada como Beta 4.1.

### Versión 1.0
El 19 de enero de 2007, Adobe anunció que Lightroom sería lanzado al mercado el 19 de febrero de 2007. En el listado de precios de Estados Unidos, Lightroom llegaba a los 299$, mientras que en el Reino Unido tendría un precio de 199$.
Lightroom v1.x no se actualizaba cuando se instalaba la versión 2 del programa. En ese momento requería un nuevo número de serie.

### Versión 2.0
Adobe Photoshop Lightroom 2.0 Beta fue anunciado por medio de los correos electrónicos oficiales de Adobe en abril de 2008. Las características nuevas incluyeron:
- Correcciones localizadas (edición de partes específicas de la imagen)
- Herramientas de organización mejoradas
- Soporte para utilizar múltiples monitores durante la edición
- Opciones de impresión más flexibles
- Soporte en el uso de sistemas operativos en 64-bit

El lanzamiento oficial de Lightroom v2 fue el 29 de julio del año 2008, juntamente con el lanzamiento de Adobe Camera Raw v4.5 y DNG Converter 4.6. Adobe añadió DNG Profiling en los dos lanzamientos de forma individual. Esta tecnología permite la personalización de colores de los perfiles de la cámara para ser creados y guardados por los usuarios. También permite que los perfiles se emparejen con estilos creativos construidos en las cámaras con el fin de ser reaplicados. Adobe lanzó al mercado un conjunto completo de perfiles de cámara para Nikon y modelos de Canon, además de perfiles estándares básicos para todas las marcas apoyadas y modelo, a través de Adobe Labs, a la vez que el lanzamiento de Lightroom v2. Esta tecnología está abierta a todos los programas con estándar del formato de archivo DNG.

### Versión 3.0
Adobe Photoshop Lightroom 3.0 beta salió a la luz el 22 de octubre del año 2009. Las nuevas características incluyeron:
- Nuevo croma para la reducción de ruido
- Mejora en la herramienta de enfoque
- Nuevas formas de importaciones al módulo
- Marcas de agua
- Grano
- Publicación de servicios
- Paquete personalizado para imprimir

El 23 de marzo del año 2010, Adobe lanzó una segunda beta, la cual añadió las siguientes características: 
- Nueva reducción de ruido por luminancia
- Tethered Disparant para algunas cámaras Nikon y Canon
- Soporte de archivo de vídeo básico
- La herramienta curva de punto

Aunque no se incluyera en ninguno de los lanzamientos de las betas, la versión 3 también contuvo herramientas para la corrección de las lentes y el control de la perspectiva de la imagen.
La versión final salió a La Luz el 8 de junio del año 2010 sin ninguna funcionalidad nueva. Tuvo todas las características incluidas en las betas, más las correcciones de lentes y transformaciones de perspectiva, así como unas cuantas mejoras y optimizaciones de actuación.

### Versión 4.0
Adobe Photoshop Lightroom salió oficialmente al mercado el 5 de marzo del año 2012 después de haber estado disponible en formato beta desde el 10 de enero del año 2012. Esta versión no fue de uso posible en Windows XP. Las nuevas características incluyeron: 
- Recuperación de luces y sombras para dar detalle a las sombras oscuras y a las luces más brillantes.
- Creación de álbumes por medio de plantillas.
- Organización basada en la localización con el fin de encontrar un grupo de imágenes según su localización, asignar localización a las imágenes y usar los datos de GPS ubicados en las cámaras
- Pincel de balance de blancos para ajustar las tonalidades blancas en áreas específicas de las imágenes
- Controles de edición local adicionales para ajustar la reducción de ruido y eliminarlo en áreas seleccionadas
- Ampliación del soporte de vídeo para organizar, visualizar i realizar ajustes y edición en clips de vídeo.
- Las herramientas de publicación de vídeo para compartirlos en Facebook y Flickr
- Opción para ver cómo se verá una imagen cuando sea imprimida con una elección concreta de color
- Correo electrónico directamente de Lightroom

### Versión 5.0
Adobe Photoshop Lightroom 5.0 fue lanzado oficialmente al mercado el 9 de junio del año 2013 después de haber estado disponible en formato beta desde el 15 de abril del año 2013. El programa requiere OS X 10.7 o más actual, Windows 7 o Windows 8. Alguno de los cambios incluyen: 
- Gradiente radial para destacar un área elíptica
- Pincel avanzado para clonar o eliminar una sección o área de la imagen
- Visiones previas de las imágenes para trabajar con imágenes que no se encuentran en línea
- La habilidad de guardar trazados personalizados en el módulo Libro
- Soporte de archivos en formato PNG
- Soporte de archivos de vídeo en diapositivas
- Otras actualizaciones, las cuales incluyen la corrección de perspectiva automática

Gracias a una actualización de la versión 5, la 5.4 permite realizar sincronizaciones de una colección de Lightroom Móvil App, la cual salió al mercado para iPad el 8 de abril del año 2014.

### Versión 6.0
Adobe Photoshop Lightroom 6.0 vio oficialmente la luz el 21 de abril del año 2015. El programa también requiere OS X 10.7 o más actuales, Windows 7 o Windows 8. Es la primera salida al mercado de Lightroom que solamente soporta sistemas operativos de 64-bit. Las características nuevas incluyen:
- HDR Merge
- Fusión de panorama
- Mejoras de actuación / Acceleración de GPU
- Reconocimiento facial
- Vídeo avanzado en presentaciones
- Pincel de filtro

## Características
A diferencia del software de edición de imágenes tradicionales, Photoshop Lightroom se centra en los siguientes pasos de flujo completo de trabajo, desde la importación de imágenes hasta la generación del producción final: 
BibliotecaMódulo destinado a la organización de imágenes y colecciones con gestión de atributos y metadatos - similar en concepto al organizador en Adobe Photoshop Elements.
RevelarEdición no destructiva de archivos RAW, DNG, TIFF, JPG, etc.  Este módulo está orientado hacia la mejora de la calidad de la fotografía digital por medio de cambios en el balance de blancos, mejora de tonos, balance de color, eliminación de efecto de ojos rojos, reducción de ruido, aumento de contraste, funciones para enderezar imágenes, o de conversión a blanco y negro entre otras. No está orientado a la modificación de imágenes no fotográficas como dibujos, gráficas, símbolos, etc. Dispone de un conjunto de acciones por defecto para lograr resultados de forma ágil. También permite sincronizar los ajustes realizados a una imagen a un conjunto de fotografías con características similares para producir ahorro de tiempo en el revelado de grandes cantidades de imágenes.
MapaAñadido en Lightroom 4. Permite una organización de fotografías basada en datos georeferenciados y la obtención de metadatos de localización a partir de los datos GPS.
LibroAñadido en Lightroom 4. Facilita la creación de libros de fotografías y exportar en formato PDF, o bien enviarlo a un proveedor de servicios de impresión para recibirlo como libro en papel.
Proyecciónherramientas y funciones para crear proyecciones de cualquier número de imágenes, vídeos, con funciones para añadir música, fondos y otros efectos.
ImpresiónOpciones de impresión.
WebCreación automática de galerías de fotos para webs.
Soporte de captura dependiente para muchas Nikon y Canon DSLR populares. También permite la organización de videos, pero no su revelado.

## Cuota de mercado
Según estadísticas de 2009 de la investigación de la empresa InfoTrends, lanzado por el jefe de producto de Adobe Systems John Nack, de los 1.045 fotógrafos profesionales norteamericanos entrevistados, el 37% utilizaba Lightroom y el 6,3% Aperture mientras que el 57,9% utilizaba el plug-in de Photoshop Camera Raw. De los usuarios de Mac, el 44,4% utilizaba Lightroom y el 12,5% utilizaba Aperture.

## Programas similares
- LightZone (software libre)